# Chimarra pita
Chimarra pita là một loài Trichoptera trong họ Philopotamidae. Chúng phân bố ở miền Australasia.